# The Devil Strikes Again
The Devil Strikes Again – dwudziesty pierwszy album studyjny niemieckiego zespołu heavymetalowego Rage wydany 10 czerwca 2016 roku przez Nuclear Blast Records.

## Lista utworów
1. "The Devil Strikes Again" - 4:25
2. "My Way" - 4:23
3. "Back on Track" - 4:23
4. "The Final Curtain" - 4:13
5. "War" - 4:24
6. "Ocean Full of Tears" - 4:04
7. "Deaf, Dumb and Blind" - 4:18
8. "Spirits of the Night" - 4:52
9. "Times of Darkness" - 5:21
10. "The Dark Side of the Sun" - 5:56

## Skład zespołu
- Peavy - wokal, gitara basowa
- Marcos Rodriguez - gitara
- Vassilios "Lucky" Maniatopoulos - perkusja